# Oberentzen
Oberentzen é uma comuna francesa na região administrativa de Grande Leste, no departamento Alto Reno. Estende-se por uma área de 8,79 km². Em 2010 a comuna tinha 653 habitantes (densidade: 74,3 hab./km²).